# 熊本市立託麻北小学校
熊本市立託麻北小学校（くまもとしりつ たくまきたしょうがっこう）は、熊本県熊本市東区上南部（かみなべ）三丁目にある公立小学校。名前の由来はかつてあった村名の託麻村から。

## 沿革
- 1873年（明治6年） - 南部校（後：供合西部尋常小学校）創立
- 1875年（明治8年） - 鹿帰瀬校（後：供合東部尋常小学校）開設
- 1901年（明治34年） - 合併して供合尋常小学校となる
- 1902年（明治35年） - 供合尋常高等小学校と改称
- 1941年（昭和16年） - 供合国民学校と改称
- 1947年（昭和22年） - 飽託郡供合村立供合小学校と改称
- 1955年（昭和30年） - 飽託郡託麻村立託麻北小学校と改称
- 1970年（昭和45年） - 熊本市立託麻北小学校と改称

## 歴代校長
- 1901年（明治34年） - 初代校長　上田末太郎
- 1903年（明治36年） - 第2代校長　小塚幸征
- 1908年（明治41年） - 第3代校長　二宮武熊
- 1908年（明治41年） - 第4代校長　藤掛永義
- 1909年（明治42年） - 第5代校長　小栗孫五郎
- 1912年（明治45年） - 第6代校長　坂本経安
- 1913年（大正2年） - 第7代校長　有住昌雄
- 1916年（大正5年） - 第8代校長　山本茂一
- 1924年（大正13年） - 第9代校長　遠山八郎
- 1927年（昭和2年） - 第10代校長　後藤末広
- 1930年（昭和5年） - 第11代校長　園田義照
- 1932年（昭和7年） - 第12代校長　園田亨
- 1935年（昭和10年） - 第13代校長　藤本正生
- 1938年（昭和15年） - 第15代校長　松岡茂
- 1944年（昭和19年） - 第16代校長　田中清則
- 1946年（昭和21年） - 第17代校長　真鍋栄
- 1950年（昭和25年） - 第18代校長　上土井松芳
- 1953年（昭和28年） - 第19代校長　山形静夫
- 1962年（昭和37年） - 第20代校長　中野直喜
- 1965年（昭和40年） - 第21代校長　米村正道
- 1968年（昭和43年） - 第22代校長　松岡繁喜
- 1972年（昭和47年） - 第23代校長　森井又雄
- 1975年（昭和50年） - 第24代校長　宮永優
- 1979年（昭和54年） - 第25代校長　上村次男
- 1984年（昭和59年） - 第26代校長　石田豊太郎
- 1988年（昭和63年） - 第27代校長　小野隆俊
- 1991年（平成3年） - 第28代校長　永田暎子
- 1993年（平成5年） - 第29代校長　福田博
- 1997年（平成9年） - 第30代校長　角田紀彦
- 2000年（平成12年） - 第31代校長　丹生幸人
- 2002年（平成14年） - 第32代校長　松本謙二
- 2004年（平成16年） - 第33代校長　松村順三
- 2008年（平成20年） - 第34代校長　秋丸稔
- 2010年（平成22年） - 第35代校長 五十嵐 龍也

## クラブ活動

### 運動部
- 野球部
- サッカー部
- バレーボール部
- バスケットボール部
- 剣道部

### 文化部
- 音楽部
- エコクラブ

## 学校周辺
- 熊本IC
- 国道57号